# Кошка (балет)
«Ко́шка» (фр. La chatte) — одноактный балет Джорджа Баланчина на музыку Анри Соге по сценарию Бориса Кохно (под псевдонимом Собека) на основе басни Эзопа «Венера и кошка». 
Премьера состоялась 30 апреля 1927 года в исполнении «Русского балета Дягилева» на сцене Театра Монте-Карло. Художественное оформление (скульптуры, архитектурные элементы и костюмы) выполнили братья Наум Габо и Антон Певзнер, дирижёр — Марк-Сезар Скотто. Партии исполняли Ольга Спесивцева (Кошка), Серж Лифарь (Юноша) и шесть танцовщиков (его друзья). Артисты танцевали на фоне чёрного задника, посреди прозрачных  конструктивистских структур, одна из которых олицетворяла богиню Афродиту.
Через месяц после премьеры в Монте-Карло балет был представлен в Париже. Всего он был дан дягилевской труппой более двухсот раз.
За день до парижской премьеры, 26 мая 1927 года, Ольга Спесивцева травмировалась на репетиции. Чтобы заменить её, Алисе Никитиной пришлось выучить и отрепетировать всю партию за одни сутки. В очередь с ней роль Кошки танцевала Алисия Маркова. Получив новых исполнительниц, Баланчин технически усложнил хореографический текст, вплоть до добавления двойных туров в воздухе.    

## Синопсис
Покинутый своими друзьями, молодой человек очарован изяществом кошки. Он молит Афродиту превратить её в женщину. Богиня исполняет желание и обращает животное в прекрасную девушку. Когда, не преодолев искушения, девушка покидает возлюбленного, чтобы броситься за мышью, она вновь обращается в кошку. Сердце юноши разбито, и он умирает.
В основе сценария балета лежит фабула басни Эзопа «Венера и кошка» («Кошка, превращённая в женщину» у Лафонтена). Впервые этот сюжет возник на балетной сцене столетием ранее, в 1837 году, когда балетмейстер Жан Коралли поставил для Фанни Эльслер на парижской сцене балет Александра де Монфора «Кошка, превращённая в женщину». В 1858 году Жак Оффенбах использовал мотивы этой басни для своей оперетты с таким же названием.

## Музыка
Сергей Дягилев, узнавший об Анри Соге от Эрика Сати, решил заказать молодому композитору партитуру для нового балета. Успех спектакля сделал Соге имя в артистических кругах Парижа. Критики отмечали «умелую оркестровку, простоту и наивную грацию партитуры» (Анри Малерб), «мелодичность и простодушную прелесть музыки» (Пьер Лало). 
Если верить воспоминаниям Александры Даниловой, то у Спесивцевой, несмотря на относительную простоту и мелодичность музыки Соге, возникли с ней проблемы: 

…У Дягилева Жорж сделал для неё «Ля Шатт». Там была довольно простая (не то что у Стравинского!) музыка Анри Соге, но Спесивцева была очень уж немузыкальна. Ей даже эту простенькую музыку надо было за кулисами отсчитывать, потом выпихивать её на сцену и молиться, чтобы она попала в такт.— Соломон Волков, «История культуры Санкт-Петербурга»

## Последующие постановки
В 1933 году для американских гастролей под вывеской «Серж Лифарь и его Русский балет» (Serge Lifar and His Russian Ballets) танцовщик сделал свою версию балета — сохранив, однако, оригинальную хореографию собственного соло. Эта постановка была осуществлена без привлечения Баланчина.
В 1991 году в балетной труппе Les Grands Ballets Canadiens (Канада) была предпринята попытка реконструкции спектакля. В 2005 году балет был поставлен в Римской опере.